# Tempestade tropical Fay (2020)
A tempestade tropical Fay foi um ciclone tropical que foi primeiro em tocar terra no estado estadounidense da Nova Jérsia desde o furacão Irene em 2011. A sexta tempestade nomeada da temporada de furacões no Atlântico de 2020, foi a sexta tempestade nomeada mais temporã registada no bacia, superando o recorde anterior da tempestade tropical Franklin em 2005, que se formou a 21 de julho. Fay originou-se a partir de uma superfície baixa que se formou sobre o norte do Golfo do México a 3 de julho e se deslocou lentamente para o oeste antes de cruzar o Panhandle da Flórida e cruzar o sudeste dos Estados Unidos. Estava como uma superfície baixa bem definida, antes de emergir da costa da Carolina do Norte a 8 de julho. A partir daí, a tempestade utilizou condições favoráveis e fundiu-se numa tempestade tropical a 9 de julho. A tempestade intensificou-se antes de deslocar para o oeste e tocar terra em Nova Jérsia logo a 10 de julho.

## História meteorológica

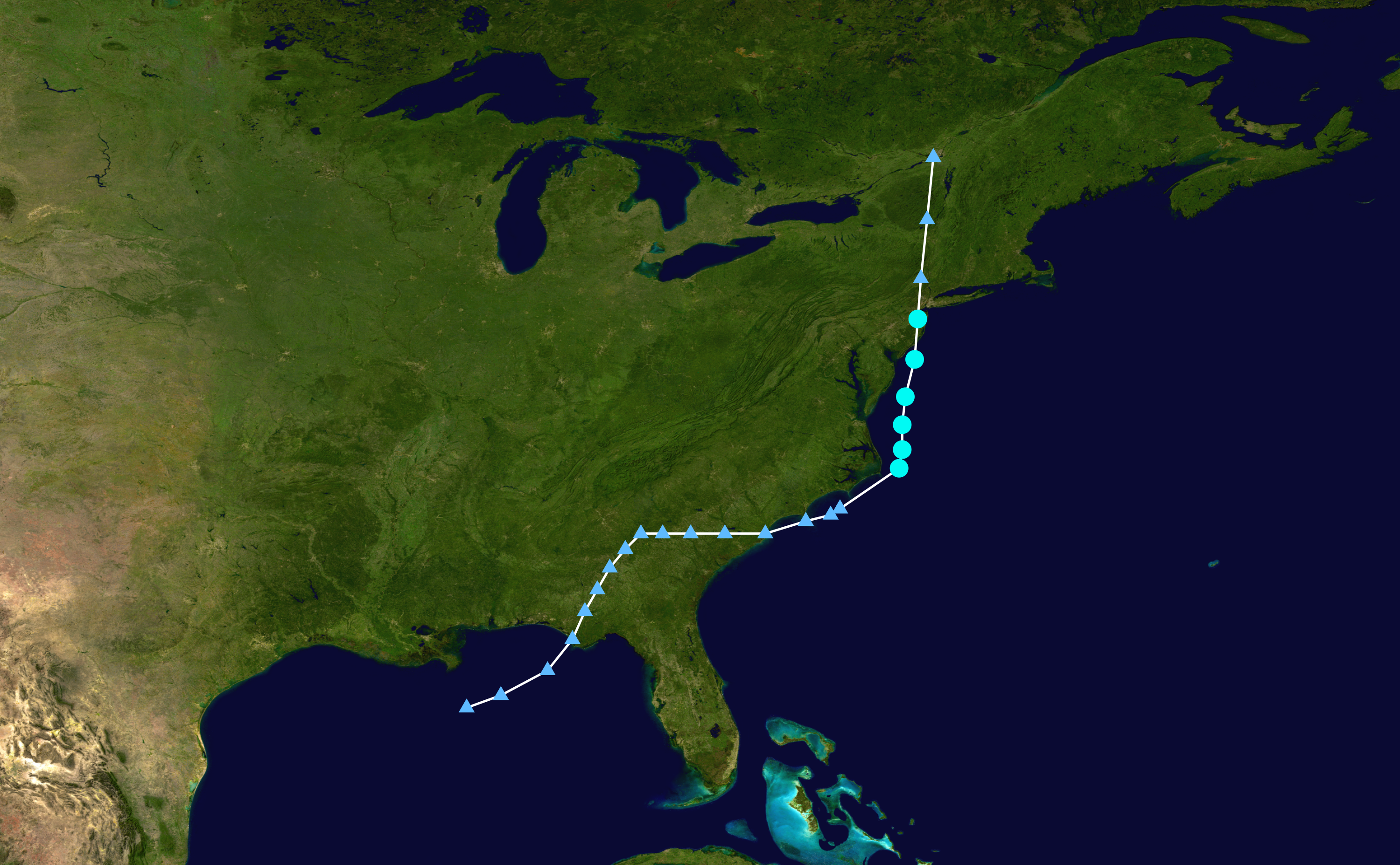
Mapa que traça a trajectória e a intensidade da tempestade, de acordo com a escala de furacões de Saffir-Simpson

As origens de Fay eram de um vórtice mesociclónico ao longo de um canal que se estendia desde o Golfo do México até ao Oceano Atlântico ocidental. A fins de 4 de julho, o Centro Nacional de Furacões (NHC) mencionou pela primeira vez a possibilidade de uma eventual formação de ciclones tropicais desde o canal no norte do Golfo do México, que nesse momento consistia em conveção desorganizada ou tempestades elétricas. Um dia depois, formou-se um área de baixa pressão para perto de a costa norte do golfo, que cedo se transladou à costa da Flórida. A baixa transladou-se à Geórgia a 6 de julho e a Carolina do Sul dois dias depois, acompanhada de uma grande área de tempestades elétricas no sudeste dos Estados Unidos. Nesse momento, o Centro Nacional de Furacões (NHC) avaliou uma probabilidade de 50% de que o sistema meteorológico se convertesse num ciclone tropical ou subtropical, que a agência cedo aumentou ao 70%. A conveção sócia à baixa moveu-se sobre o Oceano Atlântico ocidental como uma grande área de tempestades elétricas desorganizadas. a 9 de julho, as tempestades elétricas aumentaram e organizaram-se para perto de os Outer Banks da Carolina do Norte.
No final da 9 de julho, os caçadores de furacões voaram ao sistema meteorológico e detectaram um centro de circulação cerca da borda de suas tempestades elétricas, o que indicava uma reforma da baixa original. Segundo a organização do sistema e as observações de ventos sustentados de 45 mph (75 km/h), o Centro Nacional de Furacões (NHC) iniciou avisos na tempestade tropical Fay às 21:00 UTC de 9 de julho. A tempestade localizou-se sobre as quentes águas do Golfo Corrente e num área de cisalhamento do vento ligeira a moderada. Estes factores ambientais favoreceram certa intensificação. O centro de circulação alongado foi dirigido para o norte por uma crista sobre o Oceano Atlântico ocidental e um canal que se acercava. Fay fortaleceu-se ligeiramente a 10 de julho, apesar do cisalhamento do vento do sudoeste que expôs a circulação desde a área principal das tempestades elétricas, fazendo que arrastasse ar seco. Nesse dia às 15:00 UTC, o Centro Nacional de Furacões (NHC) estimou ventos máximos de 60 mph (95 km/h). Nesse momento, Fay tinha um pequeno centro de circulação justo ao este da península de Delmarva, que girava ao redor de uma circulação maior com aparência subtropical em imagens satelitais visíveis. Ao redor das 21:00 UTC de 10 de julho, Fay tocou terra justo ao nordeste de Atlantic City, Nova Jérsia, com ventos máximos sustentados de 50 mph (85 km/h). Nesse momento, o sistema era menos tropical, com pequenas tempestades elétricas cerca do centro e a conveção mais profunda deslocada bem para o este e sudeste do centro. Fay continuou debilitando-se enquanto movia-se para o norte através da Nova Jersey. Fay debilitou-se numa depressão tropical quando cruzou para o sudeste da Nova Iorque, e depois fez a transição a um ciclone postropical quando o centro ficou desproveito de conveção profunda a princípios de 11 de julho. Depois, os restos de Fay foram arrastados à circulação de uma tempestade extratropical que se aproximava, antes de ser absorvidos por completo no sistema que se aproximava sobre Quebec a 12 de julho.

## Preparações
Ao emitir o seu primeiro aviso sobre Fay, o Centro Nacional de Furacões (NHC) emitiu um aviso de tempestade tropical desde [[Cape May|Cape May, Nova Jérsia}} a Watch Hill, Rhode Island, incluídas Long Island e Block Island. a 10 de julho, o Centro Nacional de Furacões (NHC) estendeu o aviso para o sul à Ilha Fenwick, Delaware, incluída a Baía de Delaware. O Serviço Meteorológico Nacional emitiu uma alerta de inundação repentina para grande parte da costa este de Maryland, toda Nova Jérsia e a cidade de Nova York. Long Island de Nova Iorque estava sob um aviso de inundação repentina.
Os salvavidas restringiram a natação em três praias de Delaware devido à ameaça das correntes de ressaca.

## Impacto

### Estados Unidos
Enquanto Fay estava para perto da intensidade máxima, as suas bandas de chuva produziam ventos de furacão de ao redor de 40 mph (64 km/h), com rajadas de até 50 mph (80 km/h), em Lewes, Delaware. A chuva provocada pela tempestade trouxe inundações ao condado de Sussex, Delaware, com a rota 1 de Delaware coberta de água ao sul da ponte do rio Michigan. A interseção da Estrada 1 de Delaware e a Estrada 54 de Delaware na Ilha Fenwick inundou-se, onde um veículo derrubou um mastro de sinais pedonais na interseção. Teve erosão menor na praia ao longo das praias de Delaware. A tempestade causou inundações em várias cidades da costa de Jérsia, incluídas Wildwood, North Wildwood, Sea Isle City e Ocean City, com ruas cobertas de água e alguns fechamentos de estradas.

## Recordes
Fay foi o sexto ciclone tropical mais antigo da temporada em curso; o recorde anterior foi mantido pela tempestade tropical Franklin em 2005.